# Taekwondo
Taekwondo (em coreano:  태권도; AFI: [tʰɛk͈wʌndo]), também grafado taecondô, tae kwon do ou TKD, é uma arte marcial coreana que originou um esporte de combate. Hoje em dia, é um desporto difundido em todos os continentes. O Taekwondo é um desporto integrante dos Jogos Olímpicos.
O nome "taekwondo" se origina da fusão de três ideogramas coreanosː
Tae (Pés)
kwon (Mãos)
Do (Caminho)
Em sentido global, taecondô indica a técnica de combate sem armas para defesa pessoal, envolvendo destreza no emprego das mãos e punhos, de chutes voadores, de esquivas e interseções de golpes com as mãos, braços ou pés, para a rápida destruição do oponente. Hoje em dia, o Taekwondo tornou-se olímpico, e, em muitas academias, pratica-se o Taekwondo olímpico. Basicamente, é um desporto de chutes com muito poder de explosão.
Nos Estados Unidos país onde o karatê era a arte marcial predominante nos anos 1980 e 1990, o taecondô foi, por muito tempo, ironicamente chamado de "karatê coreano". As artes marciais coreanas vêm se desenvolvendo ao longo dos anos, mostrando que a Ásia não se limita apenas ao Japão ou à China. O Taekwondo é bem mais que medalhas, títulos ou promoções dadas aos vencedores de "competições" por aí afora. O Taekwondo é a capacidade de vencer uma dificuldade pessoal, é desenvolver outras áreas da vida pessoal por meio da ética empregada no treinamento do Taekwondo.
Nos Jogos Olímpicos de Verão de 1988, teve seu "batismo de fogo", quando foi um desporto de exibição, continuando nesta condição nos Jogos Olímpicos de Verão de 1992. Em 1993, o desporto foi adicionado ao programa olímpico oficial, integrando o programa a partir dos Jogos Olímpicos de 2000.

## História do taekwondo
A mais popular das antigas artes marciais coreanas era o taekkyeon, um dos segmentos do soo bahk do. Apesar da rica história em artes marciais, as artes marciais coreanas desapareceram na obscuridade durante o final da Dinastia Joseon. A sociedade coreana tornou-se altamente centralizada e as artes marciais passaram a ser mal-vistas em uma sociedade cujos ideais eram simbolizados por seus reis-eruditos. Durante seu reinado, Joseon consolidou o seu domínio absoluto sobre a Coreia, incentivou o fortalecimento dos ideais e doutrinas confucionistas na sociedade coreana e importou e adaptou a cultura da China. No entanto, a dinastia foi severamente enfraquecida durante o final do século XVI e início do século XVII, quando as invasões pelos vizinhos Japão e Dinastia Qing ultrapassaram a península, levando a uma política cada vez mais dura de isolamento, pelo qual a Coreia se tornou conhecido como o Reino Eremita. No entanto, o taekkyeon persistiu até final do século XIX.
A arte marcial coreana surgiu como forma de renascimento depois dos conflitos e período de Ocupação japonesa da Coreia (1910-1945), quando houve supressão sistemática da cultura da Coreia. Foi neste período que o taekkyeon ganhou um grande impulso e teve desenvolvimento expressivo, tornando-se um dos requisitos para ingressar na vida militar. Nesta época, os progenitores do taecondô foram enviados ao Japão, sendo expostos às artes marciais japonesas, enquanto outros foram enviados para a China e Manchúria. Quando a ocupação terminou em 1945, as escolas de artes marciais (Kwans) começaram a abrir na Coreia. Existem diferentes pontos de vista sobre as origens do Taekwondo. Alguns pesquisadores acreditam que o taecondô foi inteiramente baseado no caratê, pois possui técnicas e posturas que são idênticas às do caratê. Alguns acreditam que o taecondô foi baseado em antigas artes marciais coreanas: taekkyeon e soo bahk do, ou foi resultado da fusão entre artes marciais coreanas e estrangeiras. O Taekwondo originou da fusão de três estilos de caratê: o Shotokan, o Shudokan e o Shito-ryu. Durante a invasão da Coreia pelo Japão, os jovens ricos coreanos eram mandados para o Japão e, lá, aprenderam as artes marciais japonesas. Retornando, criaram os Kwans, mudaram os nomes, acrescentaram uma ou outra técnica e criaram o Taekwondo e as outras artes marciais coreanas.

### Em Portugal
O Taekwondo foi introduzido em Portugal em 1974 pelo Sporting Clube de Portugal, tendo sido nomeado oficialmente pela World Taekwondo Federation o Grão-Mestre Chung Sun Yong, actualmente 10.º DAN,  primeiro Dojang de taecondô em Portugal.
Em 1978, foram formados os primeiros cintos negros portugueses (Nelson Costa, Alfredo Alcobaça, João Germano Oliveira, Pedro Pereira, Fernando Loio, João Loio, Paulo Reis,Carlos Alberto (Cabé), Eduarda Carvalho, Paulo Martins e tantos outros…).  Portugal conta ainda com três participações em Jogos Olímpicos de Verão, Pedro Póvoa nos Jogos Olímpicos de Pequim em 2008 (China), classificou-se em 7.º lugar na categoria de menos de 58 kg, Rui Bragança que participou na mesma categoria de peso (menos de 58 quilogramas), foi o primeiro português a ganhar um combate nos Jogos Olímpicos, mas não chegou o esforço e acabou por perder com o dominicano Luisito Pie por 4-1 nos quartos de final classificando-se em 9.º lugar nos Jogos Olimpicos de Verão de 2016 no Rio de Janeiro, Rui Bragança que em 2015 venceu os Jogos Europeus em Bacu (Azerbaijão) na mesma categoria de peso. Hélder Gomes nos Jogos Surdolímpicos de Taipé (China) 2009, classificou-se em terceiro lugar conseguindo assim o bronze para Portugal (estes jogos são dedicados aos atletas surdos e surdos-mudos)
Em 18 Novembro de 2018, Eduarda Costa Ferraz sagrou-se Campeã Mundial de poomsae Taekwondo em Taipé, na categoria +65 ao serviço da selecção portuguesa. A atleta exerce a sua actividade desportiva no Clube de Taekwondo de Sintra, com orientação do Mestre Sérgio Ramos .

### No Brasil
No Brasil, em julho de 1970 em São Paulo, trazido pelo grão-mestre Sang Min Cho, enviado oficialmente pela Internacional Taekwondo Federation, com a fundação da Academia Liberdade de Taekwondo.[carece de fontes?] Posteriormente vieram outros mestres, que também se estabeleceram no Brasil, proporcionando um desenvolvimento maior da arte.[carece de fontes?]
Natália Falavigna, uma das maiores e mais vitoriosas lutadoras de artes marciais do mundo, é a brasileira com maior número de medalhas internacionais no Taekwondo em toda história, única atleta no Brasil campeã mundial de Taekwondo nas categorias júnior, adulta e universitária. Natália também é a primeira medalhista do esporte para o Brasil e a única mulher brasileira medalhista olímpica de Taekwondo. Conquistada em Pequim 2008.
Outro lutador de Taekwondo que conquistou uma medalha nas olímpiadas foi Maicon Andrade. O atleta conquistou o bronze na categoria +80kg nas olímpiadas do Rio 2016.
Atualmente, o Taekwondo é uma arte marcial muito praticada em vários locais do Brasil e por amplamente difundida em escolas públicas e projetos sociais, por sua facilidade e engajamento com crianças.[carece de fontes?]

## Uniforme e equipamento de luta
Em campeonatos de lutas, os atletas deste desporto devem utilizar equipamentos de proteção com o objetivo de não ocorrer ferimentos em função dos golpes e diminuir o impacto por eles causado. Os equipamentos de proteção servem para proteger a cabeça, o tórax, região genital, pernas, braços e mãos. A vestimenta ou uniforme usado, geralmente na cor branca de acordo com as regras da federação responsável, chama-se Dobok.
Os equipamentos obrigatórios para participar de uma competição oficial de taecondô são:
- Dobok
- Faixa de Graduação
- Protetor de Cabeça
- Protetor de Torax
- Protetor de Braço
- Protetor de Canela
- Luvas de Combate
- Protetor Bucal (Branco ou Transparente)

## Federações

### Federação Internacional de Taekwondo
Federação de taecondô criada na Coreia do Sul pelo general Choi Hong Hi.[carece de fontes?]

### Federação Mundial de Taekwondo
Sua sede, Kukkiwon - World Tae Kwon Do Headquarters, foi criada pelo governo da Coreia do Sul.[carece de fontes?]

### Federação de Taekwondo Songahm
Criada pelo grão-mestre Haeng Ung Lee em 1983. Diferencia-se de outros estilos por incorporar treinamentos mais amplos, como defesa pessoal, armas, rupturas de madeira e programas especiais de acordo com cada praticante. Nas aulas, para além da luta competitiva, há treinos de defesa pessoal, projecções, torções e imobilizações. Para os cintos pretos, existe ainda a possibilidade de complemento dos conhecimentos com a aprendizagem do manuseamento de armas orientais. Dentre as armas treinadas no estilo, podem-se citar a catana, nunchaku, bastão (longo ou curto), tonfa (o popular cassetete), facas, kama, entre outras.[carece de fontes?]

## Faixas
A caminhada do praticante de taekwondo é dividida inicialmente em gub e, em seguida, em dãs.
Cada Gub corresponde a um Cinturão colorido, existindo dez gubs em ordem decrescente. Quanto menor o gub, maior será o seu desenvolvimento técnico. Cada cinturão colorido tem sua simbolização e significado:
- Branca- Significa inocência, para um estudante iniciante que não possui conhecimento anterior sobre o taecondô.

- Amarela - Significa a Terra da qual uma planta brota e começa a germinar, enquanto o alicerce do taecondô está sendo construído.
- Amarela-Verde

- Verde - Significa o crescimento da planta, enquanto as habilidades do taecondô estão se desenvolvendo.
- Verde-Azul

- Azul - Significa o Céu, através do qual a planta cresce até tornar-se uma árvore frondosa, enquanto o treinamento de taecondô progride.
- Azul-Vermelha
- Vermelha - Significa perigo, advertindo o estudante para exercitar o controle e alertando o adversário para ficar longe.
- Vermelha-Preta
- Preta - Ao contrário da branca, significa maturidade e habilidade no taecondô. Também indica a imunidade à obscuridade e ao medo.

As cores mencionadas acima não foram escolhidas arbitrariamente. São, de facto, baseadas na tradição. As pretas, vermelhas e azuis denotam os vários níveis de hierarquias durante as dinastias Koguryo e Silla. Outra nomenclatura é usada para o Cinturão-preto júnior com até quinze anos de idade, chamada de "Poom", vai do momento em que pega a faixa-preta pela primeira vez e é trocada de ano em ano (começa no primeiro e vai até o terceiro), se o Cinturão-preto júnior chegar ao terceiro poom com doze anos (por exemplo) terá de esperar até aos quinze anos, para assim pegar o segundo dan e seguir como faixa-preta "normal". Só foram criados três níveis para isso já que é bem difícil de um taecondista chegar na faixa preta aos doze anos e assim, como troca apenas de ano em ano, não fica com o terceiro poom por mais de um ano.
PRETA - 1.ºDan/10.ºDan "Sabedoria e conhecimento" - o universo
- É o oposto ao branco, o alcance da maturidade e do conhecimento, é o crescimento intelectual e espiritual do aluno, é a consciência de que o taekwondo muito mais do que uma simples luta, se confunde com a sua própria vida através de seus princípios e atitudes.

A caminhada do praticante dentro do taekwondo é divida inicialmente em Kups e em seguida em Dans. Cada Kup corresponde a uma Cinturão colorido (Ti) que o taecondista amarra na cintura, por sobre o dobok, a vestimenta característica dessa arte marcial.
- A partir daí, o praticante chega aos Dans, cujos sinais exteriores limitam-se à presença não-obrigatória de pequenos traços perpendiculares na faixa preta, indicando 1.º Dan, 2.º Dan etc., até o póstumo 10.º Dan, que só é concedido ao 9.º Dan que morre.

Cada dan corresponde a uma graduação da faixa preta. Existem dez dans, em ordem crescente, onde o décimo Dan é vitalício e só uma pessoa pode possuir. Quanto maior o dan, maior será seu desenvolvimento dos conhecimentos e aprimoramentos da arte. A cor preta simboliza dignidade, dedicação, postura e liderança.
Ti é o cinturão que o praticante de taecondô amarra na cintura por sobre o dobok, a vestimenta característica dessa arte marcial.
Podendo variar as cores de acordo com as federações.
No estilo JTF, os níveis de aprendizado são classificados por Cinturões coloridos correlacionadas a Kups:
- Branca - 9.º Kup
- Amarela - 8° Kup
- Laranja - 7.º Kup
- Verde - 6.º Kup
- Azul Claro - 5.º Kup
- Azul Escuro - 4.º Kup
- Roxa - 3.º Kup
- Vermelha - 2.º Kup
- Vermelha ponta Preta - 1.º Kup
- Preta - 1.º Dan (graduações de faixas pretas vão do 1.º ao 9.º Dan)

No estilo WT, os níveis de aprendizado são classificados por faixas coloridas correlacionadas a gubs:
- Branca - 9.º Kup
- Amarela - 8° Kup
- Laranja - 7° Kup
- Verde - 6.º Kup
- Roxa - 5.º Kup
- Azul - 4.º Kup
- Cinza - 3.º Kup
- Vermelha - 2.º Kup
- Vermelha e Preta - 1.º Kup
- Preta - 1.º Dan (graduações de faixas pretas vão do 1.º ao 9.º Dan)

## Combates

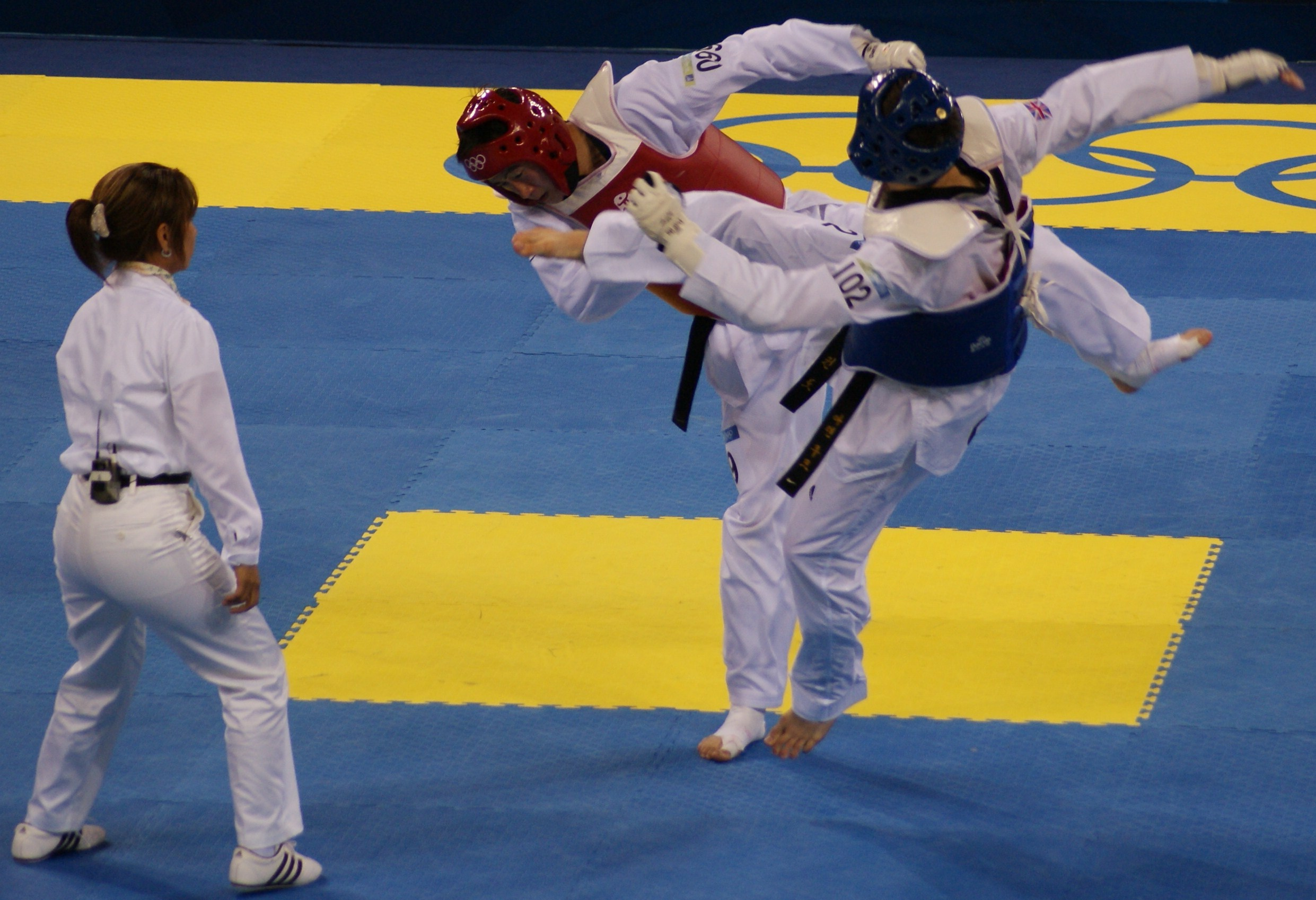
Equipe de taecondô das Forças Armadas dos Estados Unidos durante um combate.

### Desporto Olímpico
De forma a tornar o desporto mais apelativo e diminuir o número de discussões houve necessidade de adaptar o desporto à era moderna e criou-se um sistema electrónico de pontos, que detecta o pontapé por contacto e pressão nas áreas pontuáveis: colete e capacete. Os combates oficias realizam-se em àreas de 8m x 8m, em três rounds de dois minutos com um minuto de pausa entre eles. Em caso de empate no final do 3.º round, realiza-se um 4.º round de dois minutos de morte súbita.

#### Sistema de pontos
(a partir de 24 de Junho de 2017 -  )
- 1 ponto por ataque válido ao colete com o punho;
- 2 pontos por ataque válido ao colete com o pé;
- 4 pontos por ataque válido giratório ao colete com o pé;
- 3 pontos por ataque válido à cabeça com o pé;
- 5 pontos por ataque válido giratório à cabeça com o pé;
- 1 ponto por cada falta (Gam-jeom) cometida pelo adversário.

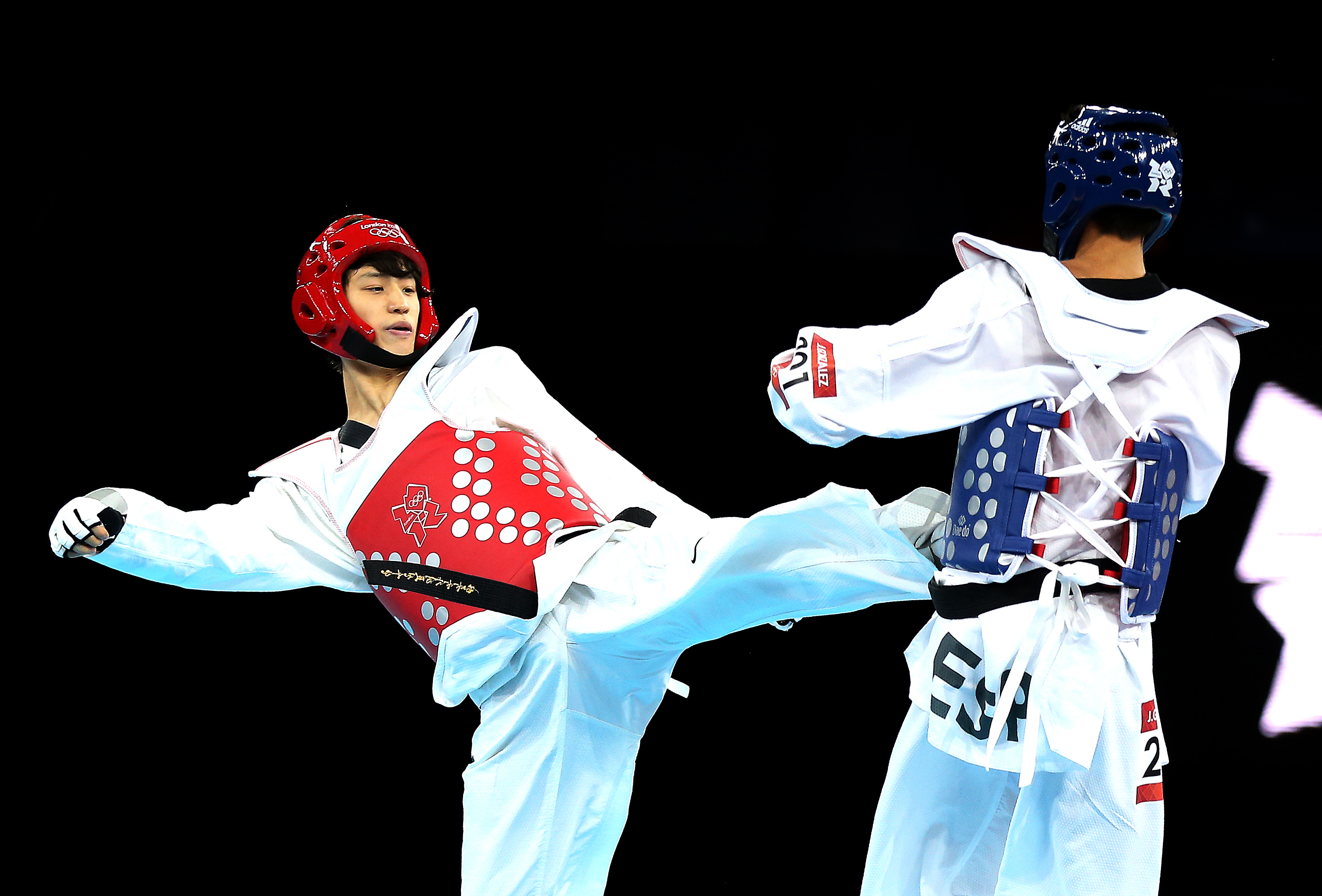
Londres 2012

Sendo que os pontos rotativos têm de ser confirmados pelos Árbitros de canto. Para além do sistema de electrónico, nos últimos jogos olímpicos também foi introduzido o sistema de visionamento de IVR (Instant Video Replay), que pode ser pedido pelo treinador que acompanha o atleta para confirmar pontos ou outras ocorrências, sendo que no caso de a mesa não confirmar o pedido do treinador, este deixa de poder voltar a pedir o IVR.

#### Condições de vitória
1. Por nocaute (KO);
2. O Árbitro para o combate (RSC);
3. Resultado final (PTF);
4. Margem de pontos (PTG): no final do segundo round ou a qualquer altura no round final;
5. Morte Súbita (SDP);
6. Superioridade (SUP);
7. Desistência (WDR)
8. Desqualificação (DSQ);
9. Decisão punitiva do Árbitro central (PUN).

#### Categorias de peso Olímpico
Para homens: Abaixo dos 58 quilogramas / Abaixo dos 68 quilogramas / Abaixo dos 80 quilogramas / Acima dos 80 quilogramas;
Para mulheres: Abaixo dos 49 quilogramas/ Abaixo dos  57 quilogramas /  Abaixo dos 67 quilogramas / Acima dos 67 quilogramas.

### WT
O pontapé à cabeça é permitido. A luta ocorre em três rounds e em caso de empate há um quarto round, onde quem marca o primeiro ponto ganha. Caso haja um novo empate,o arbitro decide quem ganha.
ATA
O combate tem dois minutos ou 5 pontos máximos. O primeiro a ser atingido marca o final do combate. Quem atingir 5 pontos vence ou, ao chegar aos 2 minutos, ganha quem tiver obtido mais pontos.
Sistema de Pontos
- 1 ponto por ataque válido ao colete com o punho;
- 2 pontos por ataque válido ao colete com o peito do pé;
- 3 pontos por ataque giratório válido ao colete com o peito do pé;
- 3 pontos por ataque válido à cabeça com o pé;
- 4 pontos por ataque giratório válido à cabeça com o pé;

Advertências
Advertências são avisos feitos pelo árbitro a um dos competidores caso ele faça ações não permitidas.
- Golpes com punho só podem ser direcionados ao colete, nunca à cabeça;
- Golpes e pontapés só podem ser dados acima da faixa, nunca abaixo.
- Todas as faltas serão computadas 1 ponto para o adversário de quem comete a infração.